# Europees kampioenschap voetbal vrouwen onder 17 - 2010/Nederland
Nederland is een van de landen die zich moet kwalificeren voor het Europees kampioenschap voetbal vrouwen onder 17 - 2010 in Zwitserland. Op 13 april 2010 kwalificeerde Nederland zich voor de eerste keer voor het Europees kampioenschap voetbal vrouwen onder 17

## Eerste kwalificatieronde
De loting voor de eerste kwalificatieronde vond plaats op 18 november 2008 in Nyon, Zwitserland. Het Nederlands voetbalelftal werd gekoppeld aan Oekraïne, Kazachstan en Moldavië. De wedstrijden zullen van 21 oktober 2009 tot en met 26 oktober 2009 in Moldavië worden gespeeld. De groepswinnaar en de beste nummers 2 plaatsten zich voor de tweede kwalificatieronde.
| Team       | Pld | W | D | L | GF | GA | GD  | Pts |
| ---------- | --- | - | - | - | -- | -- | --- | --- |
| Nederland  | 3   | 3 | 0 | 0 | 13 | 1  | +12 | 9   |
| Oekraïne   | 3   | 2 | 0 | 1 | 12 | 3  | +9  | 6   |
| Kazachstan | 3   | 1 | 0 | 2 | 3  | 9  | −6  | 3   |
| Moldavië   | 3   | 0 | 0 | 3 | 1  | 16 | −15 | 0   |

|                 |           |     |          |                                           |
| 21 oktober 2009 | Nederland | 9-0 | Moldavië | Zimbru, Chisinau Scheidsrechter: Markovic |
| 21 oktober 2009 |           |     |          | Zimbru, Chisinau Scheidsrechter: Markovic |

|                 |           |     |            |                                                    |
| 23 oktober 2009 | Nederland | 2-0 | Kazachstan | District Sport Compelx, Orhei Scheidsrechter: Pece |
| 23 oktober 2009 |           |     |            | District Sport Compelx, Orhei Scheidsrechter: Pece |

|                 |           |     |          |                                                        |
| 25 oktober 2009 | Nederland | 2-1 | Oekraïne | District Sport Compelx, Orhei Scheidsrechter: Markovic |
| 25 oktober 2009 |           |     |          | District Sport Compelx, Orhei Scheidsrechter: Markovic |

## Tweede kwalificatieronde
De loting voor de eerste kwalificatieronde vond plaats op 15 december 2009 in Nyon, Zwitserland. Het Nederlands voetbalelftal werd gekoppeld aan Engeland, Italië en Servië. De wedstrijden zullen van 8 april 2010 tot en met 13 april 2010 in Italië worden gespeeld. Nederland eindigde als eerste in de groep en plaatste zich zodoende voor de eerste keer voor het EK
| Team      | Pld | W | D | L | GF | GA | GD | Pts |
| --------- | --- | - | - | - | -- | -- | -- | --- |
| Nederland | 3   | 3 | 0 | 0 | 5  | 1  | +4 | 9   |
| Italië    | 3   | 0 | 1 | 1 | 6  | 3  | +3 | 4   |
| Engeland  | 3   | 1 | 1 | 1 | 4  | 3  | +1 | 4   |
| Servië    | 3   | 0 | 0 | 3 | 2  | 9  | −7 | 0   |

|                    |                      |         |        |                          |
| 8 april 2010 15:00 | Nederland            | 2-0     | Italië | Comunale Ornari, Perugia |
| 8 april 2010 15:00 | Zeeman 4' Renfurm 8' | Verslag |        | Comunale Ornari, Perugia |

|                     |            |         |        |                                                  |
| 10 april 2010 15:00 | Nederland  | 1-0     | Servië | Comunale Morandi, Umbertide Scheidsrechter: Soro |
| 10 april 2010 15:00 | Bakker 22' | Verslag |        | Comunale Morandi, Umbertide Scheidsrechter: Soro |

|                     |                             |         |               |                                                   |
| 13 april 2010 15:00 | Nederland                   | 2-1     | Engeland      | Comunale, Deruta Scheidsrechter: Monteiro Pejapes |
| 13 april 2010 15:00 | Zeeman 58' Schoenmakers 76' | Verslag | Wilkinson 56' | Comunale, Deruta Scheidsrechter: Monteiro Pejapes |

## Eindtoernooi

### Halve Finale
|                         |           |                  |                                                          |                                                              |
| 22 juni 2010 14:30 MEZT | Nederland | 0-3              | Spanje                                                   | Centre sportif de Colovray, Nyon Scheidsrechter: Morag Pirie |
| 22 juni 2010 14:30 MEZT |           | wedstrijdverslag | Amanda Sampedro 32' Raquel Pinel 52' Paloma Lazaro 90+4' | Centre sportif de Colovray, Nyon Scheidsrechter: Morag Pirie |

### Wedstrijd voor 3e plaats
|                         |           |                  |                                                               |                                                              |
| 26 juni 2010 13:30 MEZT | Nederland | 0 - 3            | Duitsland                                                     | Centre sportif de Colovray, Nyon Scheidsrechter: Morag Pirie |
| 26 juni 2010 13:30 MEZT |           | wedstrijdverslag | Lena Petermann 23' Melanie Leupolz 56' Silvana Chojnowski 70' | Centre sportif de Colovray, Nyon Scheidsrechter: Morag Pirie |

## Topscoorders
| Plaats | Speelster                         | Doelpunten |
| ------ | --------------------------------- | ---------- |
| 1      | Nikki Van De Pas                  | 6          |
| 2      | Adriana Vroege                    | 2          |
| 2      | Kelly Zeeman                      | 2          |
| 2      | Eshly Bakker                      | 2          |
| 3      | Myrthe Moorrees                   | 1          |
| 3      | Tashira Shannon Christina Renfurm | 1          |
| 3      | Sanne Schoenmakers                | 1          |